# Aszlányi Dezső
Aszlányi Dezső, 1911-ig: Ausländer Dezső (Szeged, 1869. április 7. – Budapest, 1947. július 24.) újságíró, filozófus, költő. Aszlányi Károly apja.

## Élete
Ausländer Károly és Klein Róza fiaként született. Kora gyermekkorától epilepsziás volt. Orsován gyári tisztviselőként tevékenykedett, később ugyanitt igazgató lett. Az első világháborút követően előbb Temesváron, azután Nagybecskereken élt. Később Budapestre költözött, s egészen halála napjáig „világmegfejtő bölcseleti rendszerén” dolgozott. Kritikusai az 1920-as évektől „lírai filozófus”-nak nevezték. Első irodalmi próbálkozásait a Vajdasági Írás című lap közölte. Halálát szívgyengeség, érelmeszesedés okozta. Felesége Deutsch Julianna volt.

## Ismertebb munkái
- Nőkről, szerelemről (esszé, Budapest, 1904)
- Ölelkező gondolatok (vers és esszé, Budapest, 1906)
- Életünk és nemünk (alcíme: Az összes nemi kérdések végleges megoldása, Budapest, 1909)
- Új evolúciók (Budapest, 1910)
- Világszerelem I. (természetfilozófia, Budapest, 1910, Nagybecskerek, 1925)
- A messiásság (Nagybecskerek, 1914)
- Megismerés (gondolatok, gnómák, Nagybecskerek, 1918)
- Az asszony (versek és esszék, Nagybecskerek, 1922)
- Isten népe (esszé, versek, Nagybecskerek, 1924)
- „Világbéke” (Költői szintézis, Nagybecskerek, 1928)
- A béke innen indul. (Budapest, 1936)